# Autobahnkirche Medenbach

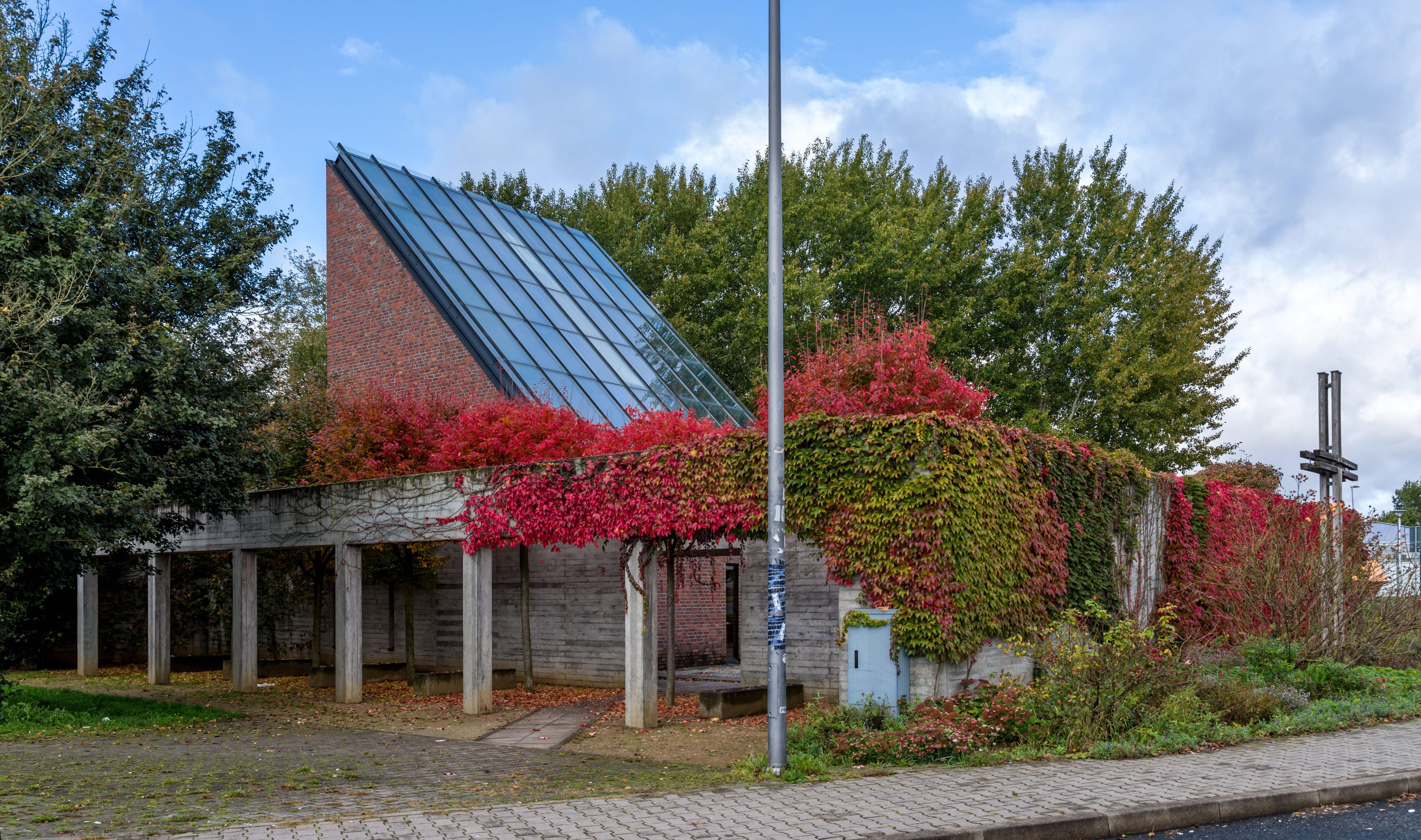
Außenansicht der Autobahnkirche

Die Autobahnkirche Medenbach ist eine Autobahnkirche an der Raststätte Medenbach-West an der A 3 Köln–Frankfurt. Sie war die erste Autobahnkirche in Hessen.

## Geschichte
Der Bau einer Autobahnkirche an der vielbefahrenen A 3 scheiterte zunächst daran, dass die Hessen-Nassauische Landeskirche bzw. das Bistum Limburg aus finanziellen Gründen nicht in der Lage waren, ein solches Gotteshaus errichten zu lassen. Er wurde dann durch die private Stiftung eines Geschäftsmannes ermöglicht.
1998 wurde ein Architekturwettbewerb „Autobahnkirche Medenbach“ ausgeschrieben, an dem sich 80 Architekturbüros beteiligten und den der hessische Architekt Hans Waechter gewann. Daraufhin erhielt dieser im Jahr 1999 den Auftrag, den Entwurf auszuführen. Der erste Spatenstich fand im Februar 2000 statt, die Weihe der Kirche am 30. März 2001.
Die Baukosten beliefen sich auf etwa zwei Millionen DM.

## Gestaltung
Die Autobahnkirche ist als Flachbau in hellem Sichtbeton ausgeführt, der von Arkaden und Hofmauern umgeben ist. Sie ist symmetrisch aufgebaut und besitzt Zugänge von der Tankstelle im Norden und von der Raststätte im Süden her. Die Kapelle weist sowohl innen als auch außen Sichtmauerwerk aus Ziegeln auf.

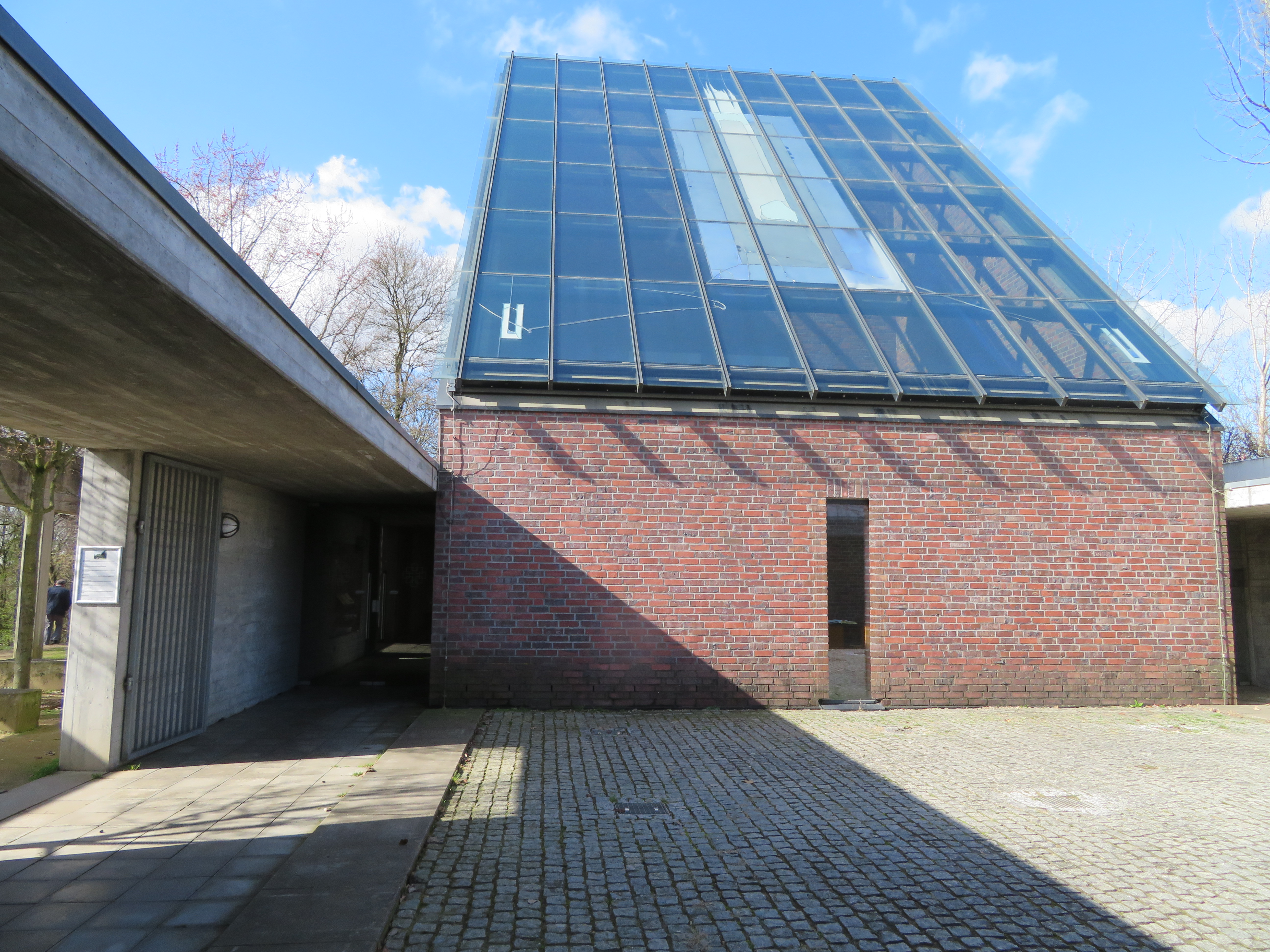
Im Atrium

Der Besucher passiert zunächst die Arkaden und gelangt in einen Außenraum, der von den Kronen von sieben Bäumen überdacht wird. Dieser Außenraum ist mit einem Kiesboden und Betonbänken ausgestattet. Zwei große Öffnungen führen in ein quadratisches Atrium mit einem gedeckten Umgang. In den Boden des Atriums sind neun Wassersprudler eingelassen, deren Rauschen die Geräusche von der Autobahn her übertönen soll. Durch Glastüren gelangt man in den Vorraum der Kapelle. Der eigentliche Kapellenraum besitzt ein Glasdach, das in einem Winkel von 45° geneigt ist. Es ist zum Teil farbig gefasst; in Blautönen ist eine Auferstehungsszene angedeutet, unterhalb derer gen Himmel erhobene Hände betender Menschen zu sehen sind. Der Entwurf stammt von Johannes Schreiter.
In Richtung des Atriums befindet sich ein Schlitz in der Mauer der Kapelle und gewährt einen Blick auf die Wassersprudler. 
Der Münchener Bildhauer Nikolaus Gerhart gestaltete das Innere der Kapelle. Die Altarrückwand ist mit vier Flächen aus Kunststeinplatten versehen, die so angeordnet sind, dass der Zwischenraum kreuzförmig ist. Die gleichen Platten wurden auch für die Gestaltung des Fußbodens verwendet. Parallel angebrachte Vorsprünge in der Ziegelwand deuten die Jakobsleiter an. Der blockartige Altar besteht aus Granit und enthält ein liegendes Kreuz.
In einer Beschreibung der Autobahnkirche ist zu lesen: „Durch Sonneneinstrahlung entstehen ständig wechselnde Schattenwirkungen und durch die Anstrahlung des Glasdaches von innen […] eine extravagante Außenwirkung. Das vor dem Gebäude errichtete Kreuz kennzeichnet die christliche Kirche.“
Der 81 Quadratmeter große Kirchenraum bietet 24 Sitzplätze. Der umbaute Raum fasst 1579 Kubikmeter.
Ein Modell der Autobahnkirche Medenbach befindet sich im Deutschen Architekturmuseum. Das Bauwerk wurde mit der Johann-Wilhelm-Lehr-Plakette ausgezeichnet.

## Nutzung
Die Autobahnkirche Medenbach wird von der Evangelischen Kirchengemeinde Wiesbaden-Medenbach betrieben. Sie ist an sieben Tagen der Woche rund um die Uhr geöffnet. Zugänglich ist sie außer über die A 3 auch über einen Wirtschaftsweg. Von März bis Dezember findet an jedem dritten Mittwoch im Monat eine Andacht in der Autobahnkirche statt. Pro Jahr besuchen etwa 40.000 Menschen die Autobahnkirche Medenbach. Viele nutzen auch das Anliegenbuch, das in der Kirche ausliegt.